# Massalongia betulifolia
Massalongia betulifolia är en tvåvingeart som beskrevs av Harris 1974. Massalongia betulifolia ingår i släktet Massalongia och familjen gallmyggor. Inga underarter finns listade i Catalogue of Life.